# Lasiopodomys fuscus
Lasiopodomys fuscus är en däggdjursart som först beskrevs av Eugen Büchner 1889.  Lasiopodomys fuscus ingår i släktet Lasiopodomys och familjen råttdjur. IUCN kategoriserar arten globalt som livskraftig. Inga underarter finns listade i Catalogue of Life.
Denna gnagare förekommer i centrala Kina i provinsen Qinghai. Den lever i bergstrakter och på högplatå mellan 3700 och 4800 meter över havet. Habitatet utgörs av bergsängar.